# Isla Suárez
Isla Suárez är en ö i Bolivia.   Den ligger i departementet Beni, i den norra delen av landet, 900 km norr om huvudstaden Sucre. Arean är 2,6 kvadratkilometer.
Runt Isla Suárez är det i huvudsak tätbebyggt. Runt Isla Suárez är det mycket glesbefolkat, med 7 invånare per kvadratkilometer.